# Tribu borélienne
Pour les articles homonymes, voir Borel.

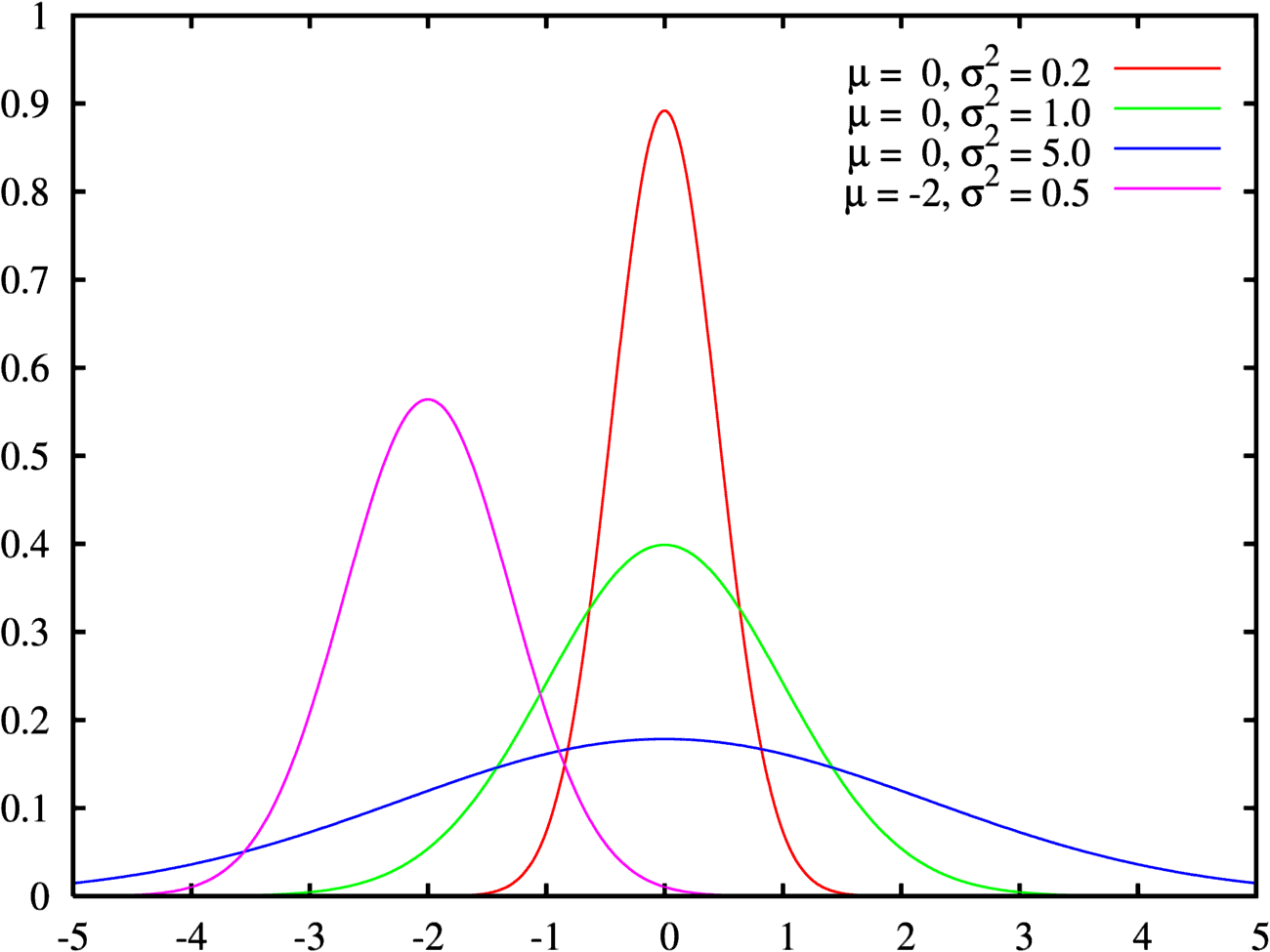
Fonctions de densité de probabilité de distributions normales.

En mathématiques, la tribu borélienne (également appelée tribu de Borel ou tribu des boréliens) sur un espace topologique X est la plus petite tribu sur X contenant tous les ensembles ouverts. Les éléments de la tribu borélienne sont appelés des boréliens.
Le concept doit son nom à Émile Borel, qui a publié en 1898 une première exposition de la tribu borélienne de la droite réelle.

## Propriétés formelles
La tribu borélienne peut, de manière équivalente, se définir comme la plus petite tribu qui contient tous les sous-ensembles fermés de X.
Si la topologie de X admet une prébase dénombrable A, alors la tribu borélienne associée à X est aussi engendrée par A.
Étant donné un sous-ensemble Y de X, la tribu borélienne de Y pour la topologie induite est identique à la trace sur Y de la tribu borélienne de X. Cela se prouve en une ligne si on applique le lemme de transport à l'injection canonique de Y dans X.
Sur un produit de deux espaces topologiques X et Y, la tribu produit des tribus boréliennes de X et Y est toujours incluse dans la tribu borélienne du produit. Quand X et Y sont à base dénombrable, il y a même égalité. On trouvera plus de détails à l'article « tribu produit ».

## Tribu borélienne de ℝn
Un exemple particulièrement important est la tribu borélienne de l’ensemble des nombres réels. La tribu borélienne sur l'ensemble des nombres réels est la plus petite tribu sur ℝ contenant tous les intervalles.
La tribu borélienne est aussi engendrée par les intervalles ouverts de la forme ]a, +∞[, où a parcourt ℝ ; il suffit même de considérer a dans une partie dense de ℝ comme ℚ l’ensemble des rationnels.
De la même façon, en dimension quelconque, la tribu borélienne sur ℝn est engendrée par les pavés. De nombreuses variantes sont possibles, ainsi la tribu borélienne de ℝn est également engendrée par :
- les boules euclidiennes ouvertes (éventuellement en se restreignant aux rayons rationnels et centres à coordonnées rationnelles)
- les pavés ouverts
- les pavés fermés
- les pavés de la forme [a1, b1[ × [a2, b2[ × … × [an, bn[
- les produits de la forme [a1, +∞[ × [a2, +∞[ × … × [an, +∞[
- les produits de la forme ]a1, +∞[ × ]a2, +∞[ × … × ]an, +∞[

(dans chacun des exemples, on peut se borner à utiliser des nombres rationnels : toutes ces familles génératrices sont donc dénombrables).

### Tribu borélienne et tribu de Lebesgue
La tribu borélienne  permet de définir la mesure borélienne, qui correspond à la notion intuitive de longueur, surface, volume, etc. (la dénomination "mesure borélienne" peut varier suivant les auteurs, voir Mesure de Borel (homonymie) ).
La mesure borélienne n'est pas complète puisque la tribu borélienne n'inclut pas certains éléments négligeables. Lorsqu'on complète la mesure borélienne, on obtient la mesure de Lebesgue.
La mesure de Lebesgue {\textstyle \Lambda } et la mesure borélienne {\textstyle \mu } coïncident sur la tribu borélienne. Et, si on a {\textstyle N\in P(\mathbb {R} ),A\in {\mathcal {B}}(\mathbb {R} ),} et {\textstyle N\subset A} où {\textstyle \mu (A)=0} , on définit {\displaystyle \Lambda (N)=0}, et on obtient que {\displaystyle N\in {\mathcal {L}}(\mathbb {R} )}.
La tribu de Lebesgue {\textstyle {\mathcal {L}}} est la tribu sur laquelle est définie la mesure de Lebesgue. C'est donc la tribu borélienne {\textstyle {\mathcal {B}}} à laquelle on ajoute tous les sous-ensembles de {\displaystyle \mathbb {R} } inclus dans un sous ensemble de mesure nulle (pour la mesure borélienne {\textstyle \mu }).
{\displaystyle {\mathcal {L}}=\{A\cup N\,\mid \,A\in {\mathcal {B}},\ N\subset B\in {\mathcal {B}},\mu (B)=0\}}Par conséquent, {\textstyle {\mathcal {B}}\subset {\mathcal {L}}}.

## Construction par récurrence transfinie
Un sous-ensemble de X est un borélien s’il peut être obtenu à partir d'ensembles ouverts en effectuant une suite dénombrable d’opérations d’unions, d’intersections et de passage au complémentaire, mais, contrairement à l’intuition première, on n'obtient pas ainsi, loin de là, tous les boréliens (quoiqu'on obtienne tous les boréliens usuels) ; en effet, la classe obtenue selon ce schéma de construction n'est pas stable pour les réunions et intersections dénombrables, et il faut, pour obtenir tous les boréliens, itérer transfiniment ce schéma ; pour plus de détails, voir les articles « tribu engendrée » et « hiérarchie de Borel ».
Cette construction permet de prouver que la tribu borélienne de ℝn a la puissance du continu.

## Espaces boréliens standard à isomorphisme près
Un espace mesurable est dit lusinien ou standard s’il est isomorphe à une partie borélienne d'un espace polonais, munie de la tribu borélienne. Un théorème de Kuratowski assure que

Tous les espaces mesurables standard non dénombrables sont isomorphes.
Ainsi, du point de vue de la structure borélienne, tous les espaces non dénombrables usuels sont indistinguables : ℝ est isomorphe à tous les ℝn, à l’espace de Baire ℕℕ, au cube de Hilbert [0, 1]ℕ, à l’espace de Cantor {0, 1}ℕ, à l’espace de Banach séparable C([0,1]) (espace vectoriel des fonctions continues de [0, 1] dans ℝ, muni de la norme de la convergence uniforme), etc. — quoique ces espaces soient très différents du point de vue topologique ou algébrique.